# Frank Lobos
Pour les articles homonymes, voir Lobos (homonymie).
Frank Lobos est un footballeur chilien né le 25 septembre 1976.